# フェルナンド・エインビッケ
フェルナンド・エインビッケ（スペイン語: Fernando Eimbcke, 1970年 - ）はメキシコの映画監督、脚本家。メキシコシティ出身。

## 略歴
1992年から1996年にかけてメキシコ国立自治大学映画研究センターで映画について学んだのち、ミュージック・ビデオや短編映画の監督としてキャリアをスタートさせる。
2004年、初めて長編映画の監督をつとめた『ダック・シーズン』がアリエル賞で11部門にわたって受賞、そのほか複数の映画賞や映画祭でも受賞を果たした。また、2008年の『レイク・タホ』は第58回ベルリン国際映画祭でアルフレッド・バウアー賞を含む2部門を受賞、さらに金熊賞のノミネートも受けた。 

## 監督作品
- ダック・シーズン Temporada de patos （2004年）
- Perro que ladra （2005年）
- レイク・タホ Lake Tahoe （2008年）
  - 日本では劇場未公開。第21回東京国際映画祭にて上映
- Club Sándwich（2013年）[1]

短編映画
- Alcanzar una estrella （1993年）
- Disculpe las molestias （1994年）
- No todo es permanente （1996年）
- La suerte de la fea... a la bonita no le importa （2002年）
- No sea malito （2003年）
- The Look of Love （2003年）